# Остров Полумесяца (Шпицберген)
Остров Полумесяца (Халвмонеэйа) (норв. Halvmåneøya, англ. Half Moon Island) — небольшой необитаемый остров у юго-восточного побережья Эджа, относящийся к архипелагу Шпицберген. Посещение острова возможно только при получении соответствующего разрешения; это правило введено в 1973 году с целью сохранения фауны острова.
Впервые остров появился на карте Московской компании в 1625 году. Имя острову дал исследователь Хендрик Донкер в 1663 году.
Четырём русским морякам — Алексею Инкову, Хрисанфу Инкову, Степану Шарапову и Фёдору Веригину — пришлось жить на острове 6 лет, с мая 1743 по сентябрь 1749 в результате кораблекрушения. Только трое из них осталось в живых. Писатель Дэвид Робертс посвятил этой удивительной истории книгу «Четверо против Арктики». Робертс своими исследованиями опроверг теорию о том, что морякам пришлось жить на Эдже.

## В кино
На острове Полумесяца (у Шпицбергена) происходят основные события фильма «Выжить в Арктике».